# Pont-canal d'Encons
Le Pont-canal d'Encons est un des nombreux ponts de ce type du Canal du Midi. Il enjambe le petit « Ruisseau des Maïs » à 10 km d'Escalquens.c’est en fait le ruisseau des MALS et non pas des MAÏS 